# Haus Roland
Haus Roland, auch Schloss Roland, ist heute ein Herrenhaus des Historismus in Düsseldorf-Rath, das um 1893 nach Plänen des Architekten Edwin Oppler errichtet wurde. Der 1883 abgerissene Vorgängerbau war ein von 1696 bis 1706 erbautes Renaissance- oder Barock-Schloss, das vor allem im 19. Jahrhundert mehrmals baulich verändert wurde. Das am Königsforst „Aap“ auf einer sanften Anhöhe gelegene Schloss war von barocken Gartenanlagen umgeben, die nach 1804 von Maximilian Friedrich Weyhe in einen englischen Landschaftsgarten umgeformt und erweitert wurden. Die Anlage steht seit dem 1. Februar 1988 unter Denkmalschutz. In der Nähe befindet sich seit 1909 die Galopprennbahn Düsseldorf-Grafenberg, auf der unter anderem das mit dem Schloss-Roland-Preis dotierte Schloss-Roland-Rennen jährlich ausgetragen wird.

## Geschichte
Die Baugeschichte der Anlage reicht auf eine „Burg Roland“ (1372: „Radeland“; auch „Ruhland“) eines gleichnamigen Rittergeschlechtes zurück, das die Burg bis zum Ende des 14. Jahrhunderts bewohnte. Als diese Dynastie in der männlichen Linie erlosch, fiel der freie Rittersitz 1388 an die Familie von der Selendunk, die das Anwesen allerdings nie als Wohnsitz benutzte und es allmählich verfallen ließ. 1402 kam es an die Herren von Ulenbroich.
In der Mitte des 17. Jahrhunderts gelangte die Liegenschaft in den Besitz des jülich-bergischen Hofrats Anton Lemmen, dessen Sohn, der jülich-bergische Hofkammerdirektor Wilhelm Daniel Lemmen, mit seiner Gattin Petronella Jacobi den Plan fasste, wenig unterhalb der Burg einen stattlichen Wohnsitz zu errichten. Grundlage des Vorhabens soll das Versprechen des Landesherrn Johann Wilhelm von der Pfalz gewesen sein, dass Bauherren derartiger Maßnahmen der Landesentwicklung einen Sitz im Landtag erhalten würden. Angeblich nach Plänen italienischer Baumeister und Künstler wurde das Schloss als vierflügelige Anlage mit zwei hintereinander liegenden Innenhöfen zu Anfang des 18. Jahrhunderts fertiggestellt und ausgeschmückt. Als Entwerfer des Schlossneubaus wird in den Quellen ein „venezianischer Architekt“ genannt, in dem einige Autoren Matteo Alberti erkannten. Die Hauptfassade des Corps de Logis war axial auf einen in Kaskaden abfallenden barocken Terrassengarten von fürstlichen Dimensionen ausgerichtet.
Zu den Künstlern, die für die Ausstattung des Schlosses engagiert gewesen sein sollen, zählten Herman van der Mijn und Giovanni Antonio Pellegrini. Im Empfangsraum, dem Marmorsaal, soll der aus Neuss stammende Maler Johann B. Fischer († 1726) ein Deckengemälde ausgeführt haben, außerdem in den rechts und links anstoßenden Zimmern. Auf Postamenten im Marmorsaal empfingen zwei Büsten die Besucher, links eine Antike, der Kopf einer Bacchantin, rechts der Kopf des Caspar de la Torre, eines Probstes der Kirche Unserer lieben Frau in Brügge, ausgeführt von dem Bildhauer François Duquesnoy in Carrara-Marmor. Durch einen Korridor gelangte man in das Speisezimmer, das mit Wandgemälden geschmückt war.
Nach dem Tode Lemmens, der keine Kinder hinterließ, wurde Schloss Roland Besitz der Familie von Ropertz. Franz Joseph Freiherr von Ropertz, Propst zu Wissel, verhalf dem Schloss, das er zu seinem Wohnsitz erkor, durch fürstliche Lebenshaltung und die Aufnahme von Kunstschätzen zu einem bekannten Namen. Er war Veranstalter von Lustjadgen, Blumenfesten und Waldtheater-Aufführungen. In Schulden gestürzt sah sich Freiherr von Ropertz Ende 1804 genötigt, den Besitz an Maximilian Friedrich von Vittinghoff, genannt Schell von Schellenberg, zu veräußern, der die französischen Gärten des Schlosses nach Plänen von Maximilian Friedrich Weyhe, Hofgärtner in Düsseldorf, zu englischen Anlagen umbauen ließ. Der Umbau hatte anfänglich das Ziel, Vittinghoff als dem Kammerherrn der Großherzogin Caroline einen angemessenen Landsitz in der Nähe der großherzoglichen Hauptstadt Düsseldorf zu verschaffen. Am 3. November 1811 beehrte Marie-Louise von Österreich, die Gattin Napoleons I., das Schloss und seinen Besitzer durch einen Tagesbesuch.
Nach der Franzosenzeit, in der Schloss Roland der Mairie Eckkamp (der späteren Bürgermeisterei Eckamp) zugeordnet worden war, ließ Vittinghoffs Interesse an dem Schloss nach. Er ließ das Blei von den Dächern des Schlosses abnehmen, die Springbrunnen und Büsten entfernen und die Orangerie nach Schloss Schellenberg verlegen. 1826 verkaufte er die heruntergekommene Immobilie. Nachdem sie sich in den Händen etlicher Zwischenbesitzer befunden hatte, erwarb der Aachener Friedensrichter Peter Stommel (1771–1849) die Anlage am 3. Dezember 1833 in einem verwahrlosten Zustand und baute sie zu seinem Altersruhesitz aus. Am 13. Dezember 1843 übertrug dieser die Anlage samt weiterem Besitz an seine beiden Söhne und an den Gatten seiner Tochter Julie. Mit Urkunde von 15. Juni 1844 verlieh Friedrich Wilhelm IV. dem Anwesen den Status eines Ritterguts.

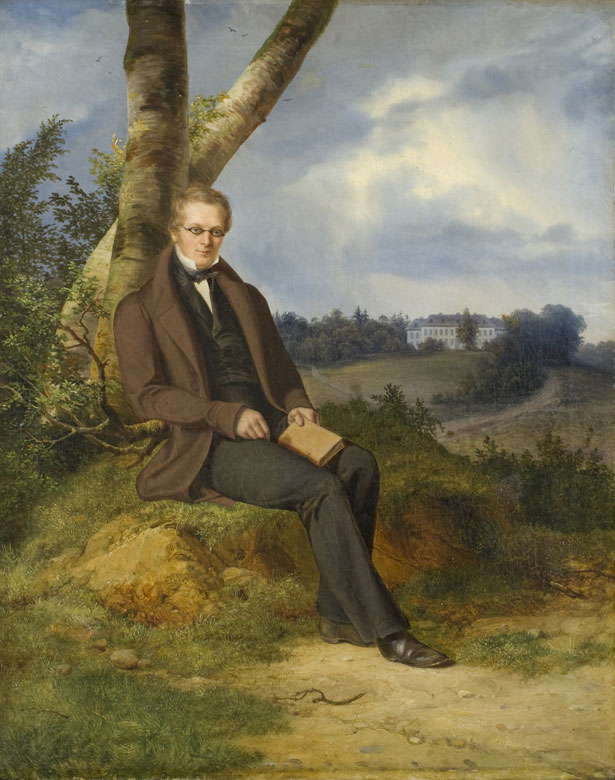
Porträt eines Herrn in Landschaft, wahrscheinlich Anton Fahne vor einer Landschaft mit Schloss Roland, Gemälde von Josef Winkelirer, 1836

Nachdem Stommels Tochter Julie im Jahr 1835 den Juristen und Historiker Anton Fahne geheiratet hatte, wohnte dieser bis 1841 zeitweise, von 1842 bis 1858 sommers ständig auf dem Schloss. In dieser Zeit avancierten Schloss und Park zu einem Künstlertreffpunkt der Düsseldorfer Malerschule. Ein Gast war in den Jahren 1835/1836 der Komponist Norbert Burgmüller, ein anderer war ab Oktober 1846 auch der Dichter August Heinrich Hoffmann von Fallersleben, der von der preußischen Regierung seiner Professur enthoben sowie ausgebürgert worden und seither unfreiwillig auf Wanderschaft war. Dieser beschrieb das winters wegen der Kälte von seinen Eigentümern gemiedene Schloss als ein Gebäude „ganz in Stile des alten französischen Adels“ mit großen Räumen, „die für die winterliche Jahreszeit sich nicht gut zum Wohnen eignen“. Den Park schilderte er als „einfach und von mäßigem Umfange, aber zum Ausruhen und Spazierengehen genügend, in der Mitte ein großer Rasenplatz, an den Seiten Bäume und Buschwerk. In der Nachbarschaft auf der Anhöhe Gehölz, Baumgänge, Felder und Wiesen.“ Zu Hoffmanns damals in Entstehung begriffenen Gedichtband Diavolini (Veröffentlichung der zweiten Auflage im Jahr 1848) sollte Fahne später das Vorwort Antipasto schreiben. In einem großen, mit einem Ofen ausgestatteten Zimmer auf Haus Roland, in das Hoffmann einquartiert wurde, entstand dessen Manuskript zur unveröffentlichten Gedichtsammlung Die Engländer am Rhein, eine Persiflage zum zeitgenössischen Topos „des reisenden Engländers“ und dessen Vorliebe für die Rheinromantik. Zum Dank widmete Hoffmann seinem Gastgeber das Gedicht Haus Roland, der Wohnsitz Anton Fahne’s. Zu den Malern, die Haus Roland besuchten, zählte Fahne Carl Friedrich Lessing, Otto Grashof, Peter Heinrich Happel, Johann Peter Hasenclever, Wilhelm Joseph Heine, Tamme Weyert Theodor Janssen, Jakob Lehnen, Johann Wilhelm Preyer, Gustav Preyer, Caspar Scheuren, Johann Baptist Sonderland, Oswald Achenbach, August Beck, Hermann Becker, Joseph Fay, Ernst Fröhlich, Eduard Geselschap, Friedrich Happel, Theodor Hildebrandt, Ludwig Knaus, Friedrich Ludy, Emanuel Leutze, Philip Moravier Lindo, Theodor Mintrop, Theobald von Oer, Julius Roeting, Georg Saal, Adolph Schroedter, Hermann Stilke, Charles Meer Webb, August Weber, August von Wille, Alexei Petrowitsch Bogoljubow und Worthington Whittredge. Als weitere prominente Gäste nannte Fahne die Juristen Christian Widenmann und Friedrich von Kühlwetter, den Theologen Friedrich Gerst sowie die Dichter Ferdinand Freiligrath, Levin Schücking, Anton Wilhelm von Zuccalmaglio und dessen Bruder Vinzenz, des Weiteren die Militärs Franz Friedrich von Kinski und Tettau, Wilhelm Achill von Westerholt und Wilhelm zu Solms-Braunfels. 
Fahne publizierte 1845 und 1853 Schriften über das Schloss und dessen bedeutende, rund 250 Gemälde umfassende Privatsammlung, zu der wertvolle Werke alter und neuer Meister gehörten. Im Jahr 1858 zog Fahne mit Ehefrau und Tochter Emma in die zehn Minuten Fußweg bergab gelegene Fahnenburg, das ehemalige Forsthaus des Schlosses, das er zur Aufnahme der Gemäldesammlung schlossartig ausbauen ließ. Das Schloss überließ Fahne seinem Schwager, später wurde es verpachtet.

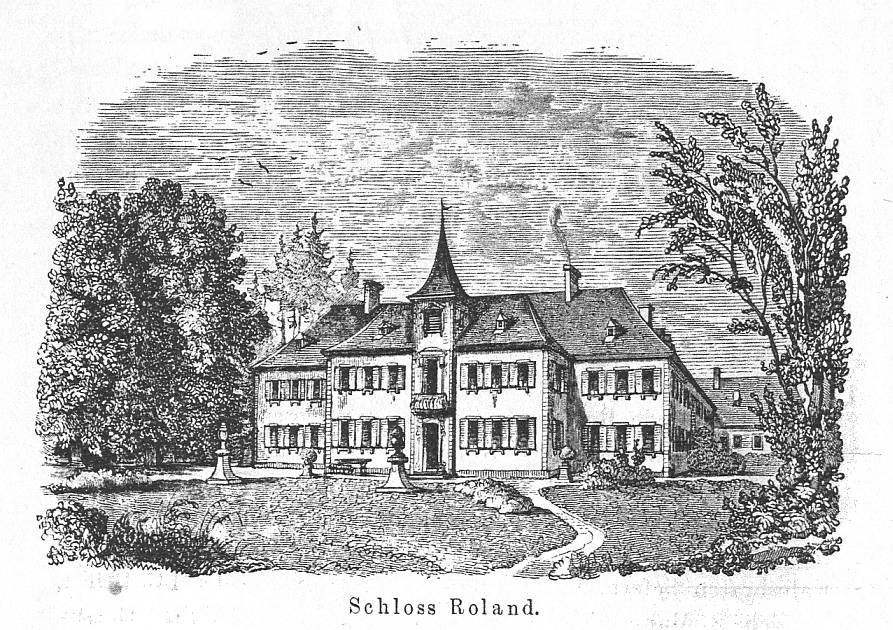
Schloss Roland im Bauzustand der 1870er Jahre

Einer der Pächter, Freiherr Friedrich Heinrich von Diergardt (1820–1887), Sohn des Industriellen Friedrich von Diergardt, erwarb das Schloss 1872. Weil ihm der Altbau nicht zusagte, ließ Diergardt 1879 von dem hannoverschen Architekten Edwin Oppler einen Neubau planen. Als dessen Mitarbeiter war auch der Architekt Ferdinand Schorbach an der bis 1881 entstandenen Planung beteiligt. Den Entwurf für einen Park erstellte der Gartenarchitekt Heinrich Grube. 1883 wurde das alte Schloss abgerissen und der Garten umgestaltet. Der bedeutend kleinere Neubau entstand in den Formen der französischen, deutschen und italienischen Renaissance (Neorenaissance). Eine in großem Bogen auf das Herrenhaus zuführende Kastanienallee, diese entlang der Galopprennbahn im angrenzenden Ludenberg liegend, dürfte in der Entstehungszeit des Neubaus gepflanzt worden sein. Noch heute befindet sich das Haus, Am Backesberg 2, im Besitz der Familie von Diergardt.